# 노식
노식(盧植, 123년 이전 ~ 192년)은 중국 후한 말의 관료이자 중랑장으로 자는 자간(子幹)이며 유주 탁군 탁현(涿縣) 사람이다.
배잠론(裴潛論)에서 노식은 유비와 공손찬의 스승으로 유명하며 한나라의 고위 관직으로 등장해 대장군 원소의 군사로 활약하는 인물로 그리고 있다. 

## 생애
키가 8척 2촌으로 매우 컸으며 젊었을 때 정현과 함께 마융에게서 몇 년 동안 학문을 배웠다. 마융이 주변에 여자들로 하여금 춤추고 노래부르게 해도 전혀 눈길을 주지 않아 스승의 존중을 받았다.
167년 환제가 죽고 영제가 즉위하였다. 환제의 황후 두씨의 아버지였던 두무(竇武)는 영제를 옹립하는 데 가장 큰 공을 세웠기에 문희후(聞喜侯)가 되었는데, 이때 노식은 두무에게 자만하지 말고 상을 사양할 것을 권했으나 받아들여지지 않았다. 175년 소수민족의 반발이 일어나자 조정으로부터 구강태수에 임명되어 사태를 잘 수습했으며, 이후 여강(廬江)에서도 같은 일이 벌어지자 여강태수를 지냈다.
178년 10월 일식이 일어나자, 노식은 영제에게 당고의 금으로 쫓겨난 사람들을 사면하고 관리의 임용을 바로잡을 것을 청했으나 영제는 받아들이지 않았다.
184년 장각의 지휘하에 황건적들이 봉기하자, 조정으로부터 북중랑장(北中郞將)에 임명되어 진압에 나섰다. 노식은 장각이 이끄는 황건적 본진을 상대로 거듭 승리하여 광종(廣宗)에서 이들을 포위했다.
이때 조정에서 보낸 환관인 소황문(小黄門) 좌풍(左豊)이 노식의 군영을 감찰하러 나왔다. 노식이 주위의 권고에도 불구하고 끝까지 뇌물을 바치지 않자, 조정으로 돌아간 좌풍은 노식이 황건적을 격파할 수 있는데도 얼른 진압하지 않는다고 모함했다. 결국 영제의 진노를 산 노식은 순식간에 죄인이 되었으며, 위기에 몰렸던 장각은 숨통을 트게 되었다. 그해 10월 황건적의 본진을 격파한 황보숭이 노식에게 공을 돌리는 상소를 올린 덕분에 상서(尙書)가 될 수 있었다.
광희 원년(189년), 대장군 하진이 동탁을 끌어들여 십상시를 제거하려 하자 노식은 정태(鄭泰)와 더불어 이를 반대했으나 하진의 생각을 바꾸지 못했다. 결국 하진이 십상시에게 암살당하자 그 부하들은 일제히 궁궐을 공격했다. 상황이 심상치 않게 돌아가자 장양이 하태후에게 하진의 군대가 반란을 일으켰다고 고하고 태후와 황제, 진류왕을 데리고 달아나려 했다. 그러나 노식이 창을 쥔 채 태후를 이끌고 달아나던 단규를 거듭 노려보자, 단규는 마지못해 태후를 놔두고 도망쳤다.
순조롭게 정권을 잡은 동탁은, 소제를 폐하고 진류왕(헌제)을 세울 뜻을 내비쳤다. 노식이 면전에서 반대하자 동탁은 노식을 죽이려 했다. 그러나 당시 갓 등용되어 동탁의 신임을 받고 있던 채옹이 노식을 위해 간한 덕분에 벼슬에서 쫓겨나는 것으로 그쳤다. 이후 상곡에서 은거하였다가 원소에게 군사로 임용되었다.
초평 3년(192년), 노식은 숨을 거두었다. 아들에게 유언으로 장례는 산에서 검소하게 치르고, 관을 짜지 말고 베로 시신을 감싸기만 하라고 일렀다.

## 저술
- 《상서장구》(尙書章句)
- 《삼례해고》(三禮解詁)
- 《한기》(漢記) : 채옹, 양표(楊彪), 한설(韓說)과 함께 집필했다.

## 가계

### 관련 인물
노육

## 같이 보기
- 삼국지 인물 목록